# スペイン海軍艦艇一覧
スペイン海軍艦艇一覧は、スペイン海軍が過去保有した、または現在保有する、または将来保有する予定の、未完成・計画中止を含めた歴代艦艇一覧である。
凡例

## 現有勢力（2011年現在）
- 国防予算：117億ドル（＋7億ドル）
- 海軍人員：2万1,837名（+7,744名）
- 艦船隻数：93隻（-16隻）

潜水艦×4
空母×1
フリゲート×10
哨戒艦×13（-1）
哨戒艇×11（-12）
強襲揚陸艦×1（+1）
ドック型輸送揚陸艦×2
戦車揚陸艦×1（-1）
揚陸艇×14
掃海艇×6
測量/調査艦×5（-2）
練習艦艇×15
補給艦×2（+1）
給油艦×1
輸送艦×3
補給支援艦×2
給水艦×0（-2）
航洋曳船×2
- 航空機数：96機（+19機）

艦載固定翼機×18（+1）
艦載ヘリコプター×40（+1）
陸上固定翼機×28（+11）
陸上ヘリコプター×10（+6）

## 艦艇一覧（近代海軍以前）

### キャラック
- サンタ・マリーア（Santa María）
- ガリシア（Galicia）

### キャラベル
- エストレマドゥーラ（Estremadura）

### ガレオン
- サン・マルティン（San Martín）
- サン・フアン（San Juan）

### 戦列艦
第1等戦列艦
- サン・フェリーペ（San Felipe） - 1693年、110門
- レアル・フェリーペ（Real Felipe） - 1732年、112門
- ヌエストラ・セニョーラ・デ・ラ・サンティシマ・トリニダー（Nuestra Señora de la Santísima Trinidad） - 1769年、120門
- プリスマ・コンセプション（Purísima Concepción） - 1779年、112門
- サン・ホセ（San José） - 1783年、112門
- サンタ・アナ（Santa Ana） - 1784年、112門
- コンデ・デ・レグラ（Conde de Regla） - 1786年、112門
- メヒカーノ（Mejicano） - 1786年、112門
- サン・バドール・デル・ムンド（San Vador del Mundo） - 1786年、112門
- レアル・カルロス（Real Carlos） - 1787年、112門
- サン・エルメネヒルド（San Hermenegildo） - 1789年、112門
- レイナ・ルイーサ（Reina Luisa） - 1791年、112門
- プリンシペ・デ・アストゥリアス（Príncipe de Asturias） - 1794年、112門

第2等戦列艦
- グラン・プリンセサ・デ・ロス・シエロス（Gran Princesa de los Cielos） - 1723年、80門
- ラジョ（Rayo） - 1749年、80門
- フェニックス（Fénix） - 1749年、80門
- サン・カルロス（San Carlos） - 1765年、94門
- サン・フェルナンド（San Fernando） - 1765年、94門
- サン・ルイス（San Luis） - 1767年、94門
- サン・ビセンテ（San Vicente） - 1768年、80門
- サン・ニコラス（San Nicolás） - 1769年、80門
- サン・ラファエル（San Rafael） - 1772年、80門
- サン・エウヘニオ（San Eugenio） - 1775年、80門
- ネプトゥーノ（Neptuno） - 1795年、80門
- アルゴナウタ（Argonauta） - 1798年、80門
- エロエ（Héroe） - 1808年、80門
- アルヘシーラス（Algeciras） - 1808年、80門
- ネプトゥーノ（Neptuno） - 1808年、80門

第3等戦列艦
- サンタ・ロサ（Santa Rosa） - 1677年、56門
- ルビー（Rubí） - 1700年、50門
- グアダルーペ（Guadalupe） - 1703年、50門
- レアル・マシ（Real Mazi） - 1714年、60門
- N.S.デ・ベゴニア（N. S. de Begoña） - 1714年、54門
- ペイド・デル・レール・サンフランシスコ（Peido del ler San Francisco） - 1714年、60門
- ペンブローケ（Pembroke） - 1714年、60門
- ランフランコ（Lanfranco） - 1714年、60門
- N.S.デ・ラス・ビーナス（N. S. de Las Viñas） - 1715年、60門
- サン・ペドロ（San Pedro） - 1716年、60門
- エルミオーネ（Hermione） - 1716年、50門
- サン・イシドロ（San Isidro） - 1716年、50門
- サンタ・イサベル（Santa Isabel） - 1716年、60門
- サン・フェリーペ（San Felipe） - 1716年、70門
- サン・カルロス（San Carlos） - 1716年、60門
- エルクレス（Hércules） - 1716年、50門
- サン・ルイス（San Luis） - 1717年、60門
- サン・フェルナンド（San Fernando） - 1717年、60門
- プリンシペ・デ・アストゥリアス（Príncipe de Asturias） - 1717年、70門
- サン・フアン・バウティスタ（San Juan Bautista） - 1718年、60門
- サンタ・ロサ・パレルモ（Santa Rosa de Palermo） - 1718年、60門
- トリウンフォ（Triunfo） - 1718年、60門
- カンビ（Cambi） - 1718年、60門
- カタラン（Catalán） - 1719年、62門
- コンデ・デ・トローサ（Conde de Tolosa） - 1719年、62門
- コンキスタドール（Conquistador） - 1720年、62門
- サン・フランシスコ（San Francisco） - 1720年、62門
- エストレージャ・デル・マール（Estrella del Mar） - 1720年、64門
- ランフランコ（Lanfranco） - 1720年、62門
- サン・フォア（San Foit） - 1721年、60門
- ガジョ・インディアーノ（Gallo Indiano） - 1723年、58門
- ポテンシア（Potencia） - 1723年、58門
- サン・フェルナンド（San Fernando） - 1723年、62門
- サン・エステバン（San Esteban） - 1723年、50門
- サン・ルイス（San Luis） - 1723年、62門
- サン・カルロス（San Carlos） - 1724年、66門
- サン・フランシスコ・ハビエル（San Francisco Javier） - 1724年、50門
- サン・フアン（San Juan） - 1724年、54門
- インファンテ（Infante） - 1724年、60門
- サン・フェリーペ（San Felipe） - 1726年、70門
- インセンディオ（Incendio） - 1726年、58門
- サン・フランシスコ・デ・アシス（San Francisco de Asís） - 1726年、52門
- サン・アントーニオ（San Antonio） - 1727年、60門
- レティーロ（Retiro） - 1727年、54門
- コンスタンテ（Constante） - 1727年、60門
- ロサ（Rosa） - 1727年、56門
- パローマ・インディアーナ（Paloma Indiana） - 1727年、52門
- フエルテ（Fuerte） - 1728年、60門
- サンタ・アナ（Santa Ana） - 1729年、70門
- サンティアーゴ（Santiago） - 1729年、60門
- レイナ（Reina） - 1729年、70門
- エルクレス（Hércules） - 1729年、60門
- サンタ・イサベル（Santa Isabel） - 1730年、80門
- サン・イシドーロ（San Isidoro） - 1730年、62門
- カスティージャ（Castilla） - 1730年、62門
- アンダルシーア（Andalucía） - 1730年、62門
- サンタ・テレーサ（Santa Teresa） - 1730年、62門
- ビクトリア（Victoria） - 1730年、50門
- ガリシア（Galicia） - 1730年、60門
- プリンセサ（Princesa） - 1730年、70門
- プリンシペ（Príncipe） - 1730年、70門
- コンキスタドール（Conquistador） - 1730年、62門
- ルビー（Rubí） - 1730年、60門
- ヘノベス（Genovés） - 1730年、54門
- カルメン（Carmen） - 1730年、64門
- ファマ・ボランテ（Fama Volante） - 1730年、52門
- レオン（León） - 1731年、70門
- ギプスコア（Guipúzcoa） - 1731年、60門
- ガルガ（Galga） - 1731年、56門
- コンスタンテ（Constante） - 1732年、64門
- アフリカ（África） - 1732年、64門
- レアル・ファミリア（Real Familia） - 1732年、60門
- エウローパ（Europa） - 1734年、64門
- アシア（Asia） - 1735年、64門
- ヌエバ・エスパーニャ（Nueva España） - 1735年、60門
- アメリカ（América） - 1736年、64門
- エスペランサ（Esperanza） - 1736年、50門
- ドラゴン（Dragón） - 1737年、64門
- カスティージャ（Castilla） - 1737年、60門
- インベンシブレ（Invencible） - 1739年、70門
- グロリオーソ（Glorioso） - 1739年、70門
- ビサーロ（Bizarro） - 1739年、50門
- ポデール（Poder） - 1740年、66門
- ソベルビオ（Soberbio） - 1740年、66門
- ブリジャンテ（Brillante） - 1740年、66門
- ネプトゥーノ（Neptuno） - 1740年、66門
- アルコン（Halcón） - 1740年、60門
- オリエンテ（Oriente） - 1740年、64門
- ドラゴン（Dragón） - 1742年、60門
- アベ・デ・グラシア（Ave de Gracia） - 1742年、50門
- ヌエバ・エスパーニャ（Nueva España） - 1743年、70門
- レイナ（Reina） - 1743年、70門
- インベンシベレ（Invencible） - 1744年、70門
- コンキスタドール（Conquistador） - 1745年、64門
- サン・フェリーペ（San Felipe） - 1745年、70門
- アフリカ（África） - 1746年、70門
- ベンセドール（Vencedor） - 1746年、70門
- ティグレ（Tigre） - 1747年、70門
- プリンセサ（Princesa） - 1750年、74門
- ガリシア（Galicia） - 1750年、70門
- インファンテ（Infante） - 1750年、70門
- サン・フェルナンド（San Fernando） - 1751年、70門
- カスティージャ（Castilla） - 1751年、64門
- セプテント・リオン（Septentrión） - 1751年、60門
- アシア（Asia） - 1752年、62門
- アフリカ（África） - 1752年、74門
- オリエンテ（Oriente） - 1753年、74門
- エオロ（Eolo） - 1753年、68門
- トリデンテ（Tridente） - 1754年、74門
- ネプトゥーノ（Neptuno） - 1754年、68門
- マグナニモ（Magnánimo） - 1754年、74門
- アキロン（Aquilón） - 1754年、68門
- ガジャルド（Gallardo） - 1754年、74門
- ブリジャンテ（Brillante） - 1754年、74門
- ポデローソ（Poderoso） - 1754年、70門
- セリオ（Serio） - 1754年、74門
- ソベルビオ（Soberbio） - 1754年、68門
- フィルメ（Firme） - 1754年、74門
- アキレス（Aquiles） - 1754年、74門
- アロガンテ（Arrogante） - 1754年、68門
- アトランテ（Atlante） - 1754年、74門
- テリブレ（Terrible） - 1754年、74門
- ベンセドール（Vencedor） - 1755年、74門
- グロリオーソ（Glorioso） - 1755年、74門
- ゲレーロ（Guerrero） - 1755年、74門
- エクトル（Héctor） - 1755年、68門
- ソベラーノ（Soberano） - 1755年、74門
- ディチョーソ（Dichoso） - 1756年、70門
- ディリヘンテ（Diligente） - 1756年、68門
- トリウンファンテ（Triunfante） - 1756年、70門
- モナルカ（Monarca） - 1756年、70門
- エルクレス（Hércules） - 1756年、68門
- ビクトリオーソ（Victorioso） - 1756年、74門
- コンスタンテ（Constante） - 1756年、68門
- エスパーニャ（España） - 1757年、68門
- ペルアーノ（Peruano） - 1757年、50門
- コンテント（Contento） - 1758年、70門
- コンキスタドール（Conquistador） - 1758年、74門
- カンペオン（Campeón） - 1758年、60門
- アストゥート（Astuto） - 1759年、58門
- プリンシペ（Príncipe） - 1759年、74門
- サン・ヘナーロ（San Genaro） - 1761年、60門
- サン・アントーニオ（San Antonio） - 1761年、60門
- ベラスコ（Velasco） - 1764年、74門
- ブエン・コンセッホ（Buen Consejo） - 1764年、60門
- サン・ヘナーロ（San Genaro） - 1765年、74門
- サン・フアン・ネポムセーノ（San Juan Nepomuceno） - 1766年、74門
- サン・パスクアル（San Pascual） - 1766年、74門
- アメリカ（América） - 1766年、68門
- サンタ・イサベル（Santa Isabel） - 1767年、74門
- サン・フランシスコ・デ・アシス（San Francisco de Asís） - 1767年、74門
- サン・フリアン（San Julián） - 1768年、74門
- サン・イシドーロ（San Isidro） - 1768年、74門
- サン・フランススコ・デ・パウラ（San Francisco de Paula） - 1768年、70門
- サン・ホセ（San José） - 1768年、74門
- サン・ロレンソ（San Lorenzo） - 1768年、74門
- サン・アグスティン（San Agustín） - 1768年、74門
- サント・ドミンゴ（Santo Domingo） - 1769年、74門
- サン・ペドロ・アポストル（San Pedro Apóstol） - 1770年、74門
- サン・パブロ（San Pablo） - 1771年、74門
- サン・ペドロ・アルカンタラ（San Pedro Alcántara） - 1771年、68門
- サン・ホアキン（San Joaquín） - 1771年、74門
- サン・フアン・バウティスタ（San Juan Bautista） - 1772年、74門
- サン・ガブリエル（San Gabriel） - 1772年、74門
- サン・ミゲル（San Miguel） - 1773年、74門
- アンヘル・デ・ラ・グアルダ（Ángel de la Guarda） - 1773年、74門
- サン・ラモン（San Ramón） - 1775年、68門
- サン・ダマソ（San Dámaso） - 1776年、74門
- サン・イシドーロ（San Isidoro） - 1776年、64門
- サン・レアンドロ（San Leandro） - 1776年、64門
- ミノ（Mino） - 1779年、54門
- サン・フスト（San Justo） - 1779年、74門
- カスティージャ（Castilla） - 1780年、64門
- サン・フェリーペ・アポストル（San Felipe Apóstol） - 1781年、64門
- サント・ドミンゴ（Santo Domingo） - 1781年、64門
- サン・フリアン（San Julián） - 1781年、60門
- サン・フェルミン（San Fermín） - 1782年、74門
- サン・セバスティアン（San Sebastián） - 1783年、74門
- バアマ（Bahama） - 1784年、74門
- サン・イルデフォソ（San Ildefonso） - 1785年、74門
- サン・アントーニオ（San Antonio） - 1785年、74門
- サン・レアンドロ（San Leandro） - 1787年、64門
- サン・フルヘンシオ（San Fulgencio） - 1787年、64門
- サン・テルモ（San Telmo） - 1788年、74門
- サン・ペドロ・アルカンタラ（San Pedro Alcántara） - 1788年、64門
- サン・フランシスコ・デ・パウラ（San Francisco de Paula） - 1788年、74門
- エウローパ（Europa） - 1789年、74門
- アシア（Asia） - 1789年、64門
- イントレピード（Intrépido） - 1790年、74門
- ソベラーノ（Soberano） - 1790年、74門
- コンキスタドール（Conquistador） - 1791年、74門
- ペラージョ（Pelayo） - 1792年、74門
- レ・フェルメ（Le Ferme） - 1793年、74門
- モナルカ（Monarca） - 1794年、74門
- モンタネス（Montañés） - 1794年、74門
- ケンセル（Censeur） - 1799年、74門
- アルゴナウタ（Argonauta） - 1806年、74門
- プルトン（Plutón） - 1808年、74門
- フェルナンド7世（Fernando-VII） - 1819年、74門
- アレハンドロ1世（Alejandro-I） - 1819年、74門
- ヌマンシア1世（Numancia-I） - 1819年、74門
- エスパーニャ（España） - 1819年、74門
- ベラスコ（Velasco） - 1819年、74門

### フリゲート
機走
- アストゥリアス（Asturias） - ??年、??門
- ベレンゲーラ（Berenguela） - ??年、??門
- ブランカ（Blanca） - ??年、??門
- コンセプション（Concepción） - ??年、??門
- レアルタ（Lealtad） - ??年、??門
- カルメン（Carmen） - 1861年、20門
- ビジャ・デ・マドリード（Villa de Madrid） - 1862年、??門
- アルマンサ（Almansa） - 1865年、23門
- ヘローナ（Gerona） - 1864年、23門
- ナバス・デ・トローサ（Navas de Tolosa） - 1865年、26門

### コルベット
帆走
- セバスティアン・グマ（Sebastián Guma）

機走
- トルナード（Tornado） - 1865年、3門
- マリア・デ・モリーナ（María de Molina） - 1868年、10門

### スループ
機走
- ベンセドーラ（Vencedora） - 1861年、3門
- アフリカ（África） - 1862年、2門
- バサン（Bazán） - 1873年、2門
- ゾルゲ・ジュアン級
  - ホルヘ・フアン（Jorge Juan） - 1876年、5門
  - サンチェス・バルカイステギ（Sánchez Barcáiztegui） - 1876年、5門

### 砲艦
機走
- シレーナ級
  - シレーナ（Sirena） - 1863年、3門
  - リヘーラ（Ligera） - 1864年、3門

## 艦艇一覧（近代海軍）

### 主力艦

#### 戦艦
草創期の戦艦
- ヌマンシア（Numancia） - 1隻 ※ 舷側砲門艦
- テトゥアン（Tetuán） - 1隻 ※ 木製舷側砲門艦
- ビトリア（Vitoria） - 1隻 ※ 中央砲門艦
- アラピレス（Arapiles） - 1隻 ※ 木製舷側砲門艦
- サラゴサ（Zaragoza） - 1隻 ※ 木製中央砲門艦
- サグント（Sagunto） - 1隻 ※ 木製中央砲門艦
- メンデス・ヌーニェス（Méndez Núñez） - 1隻 ※ 木製中央砲門艦

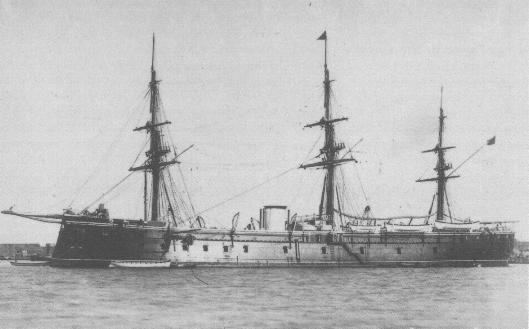
装甲艦Numancia
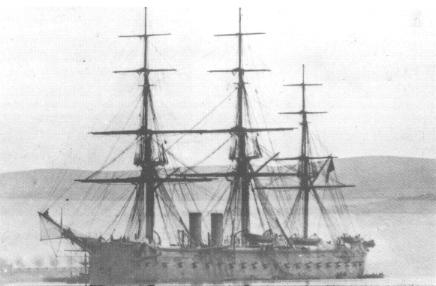
装甲艦Tetuán
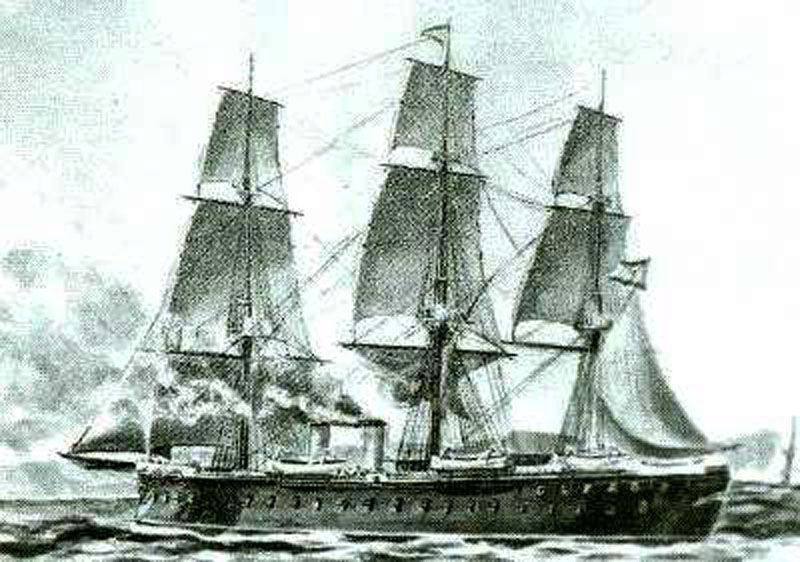
装甲艦Vitoria
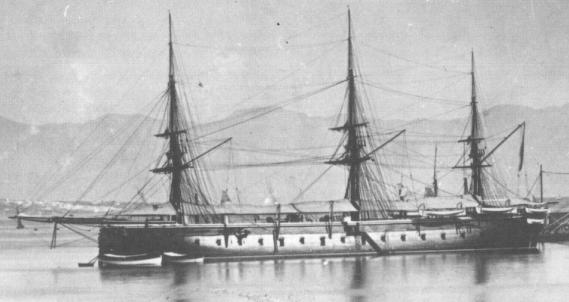
装甲艦Arapile
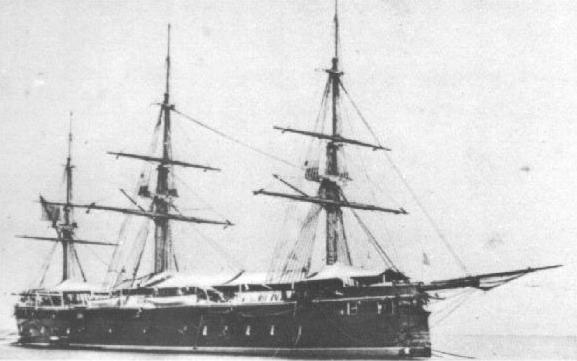
装甲艦サラゴサZaragoza
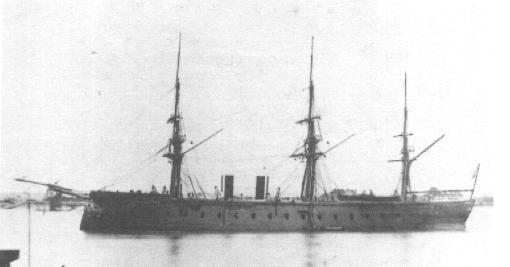
装甲艦Sagunto
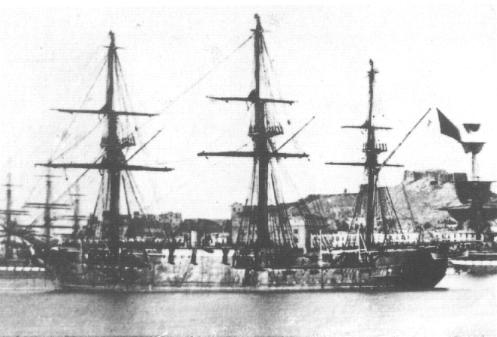
装甲艦Méndez Núñez

前弩級戦艦
- ペラヨ（Pelayo） - 1隻

弩級戦艦
- エスパーニャ級 - 3隻

エスパーニャ（España）、アルフォンソ13世（Alfonso XIII）、ハイメ1世（Jaime I）、

#### 航空母艦
- デダロ(R-01 Dédalo) ※旧・米インディペンデンス級カボット(Cabot)
- プリンシペ・デ・アストゥリアス (R-11 Príncipe de Asturias)

##### 水上機母艦
- デダロ（Dédalo）[2] - 1隻

### 水上戦闘艦

#### 巡洋艦
草創期の巡洋艦
- アラゴン級 - 3隻

アラゴン（Aragón）、ナバーラ（Navarra）、カスティージャ（Castilla）、
- ヴェラスコ級 - 8隻

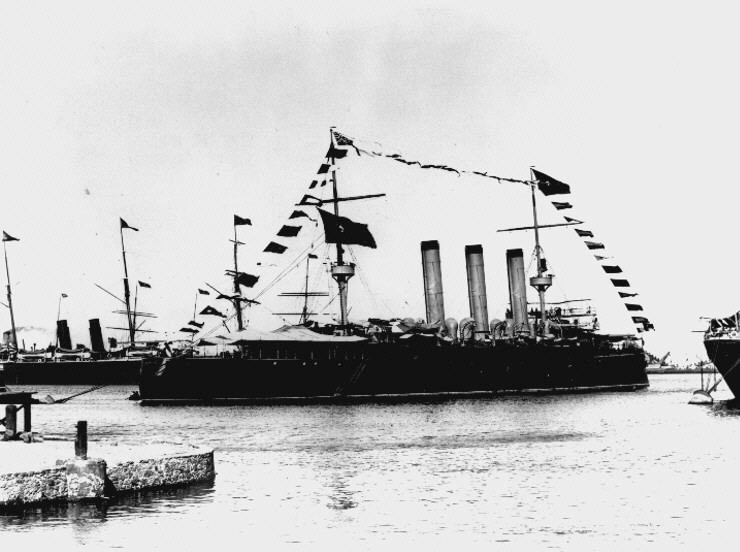
カルロス5世

ベラスコ（Velasco）、グラビーナ（Gravina）、インファンタ・イサベル（Infanta Isabel）、イサベル2世（Isabel II）、クリストーバル・コロン（Cristóbal Colón）、ドン・フアン・デ・アウストリア(Don Juan de Austria）、ドン・アントーニオ・ウロア（Don Antonio Uloa）、コンデ・デル・ベナディート（Conde del Venadito）、
- アルフォンソXII級 - 3隻

アルフォンソXII（Alfonso XII）、レイナ・クリスティーナ、レイナ・メルセデス（Reina Mercedes）

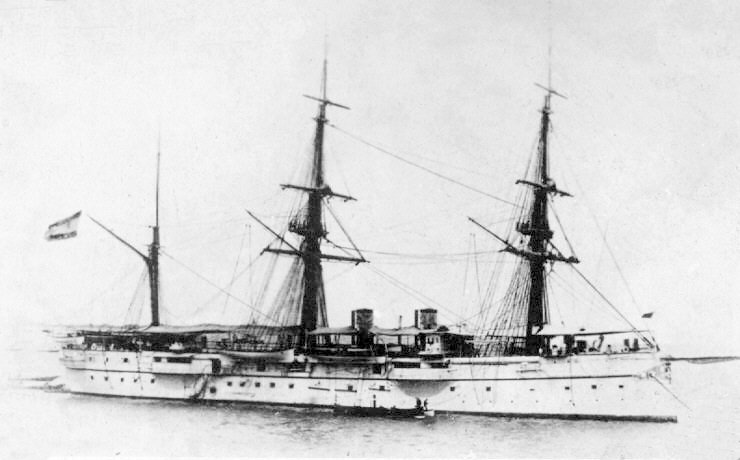
アラゴン級カスティージャ
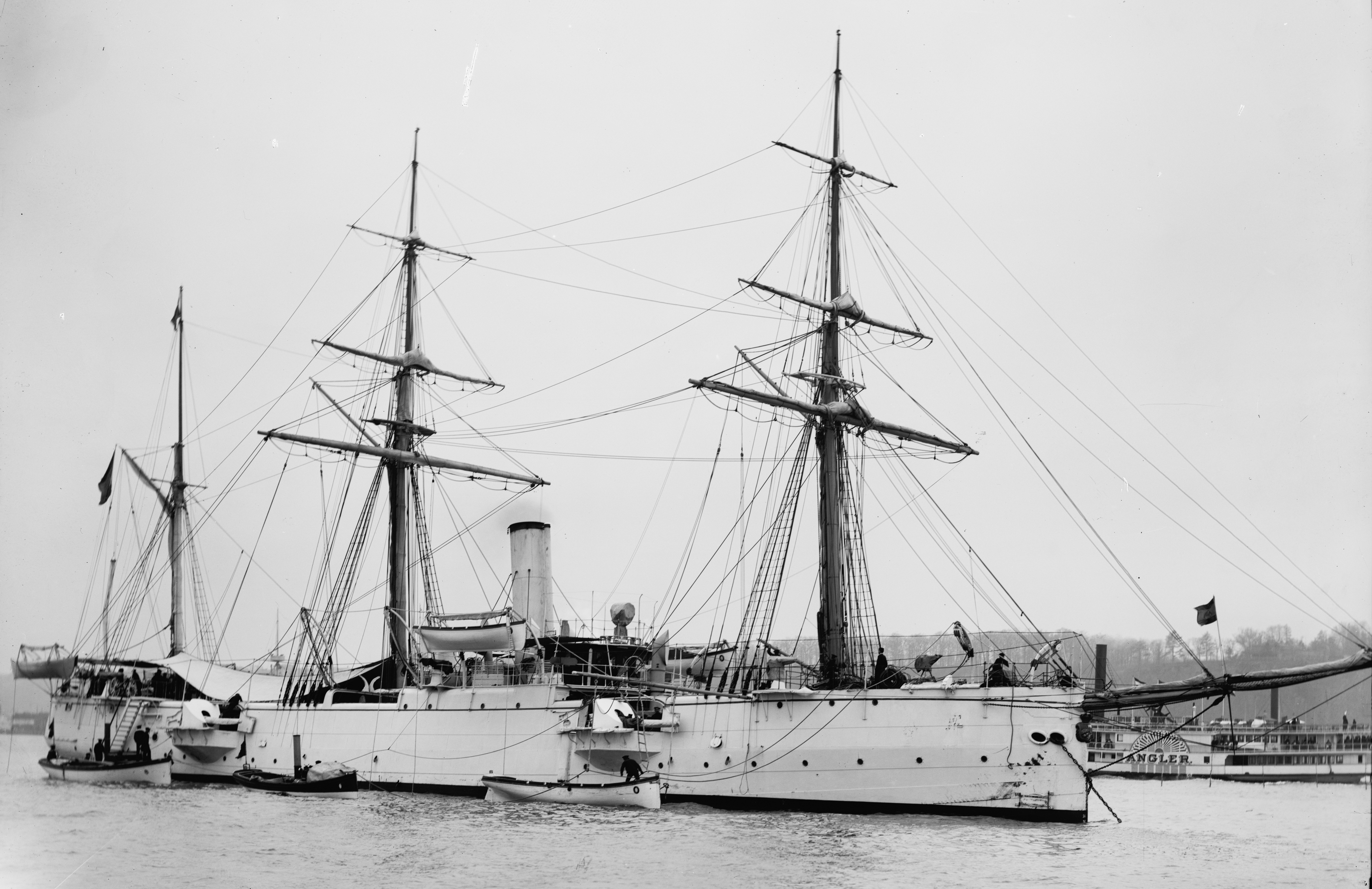
ベラスコ級Infanta Isabel
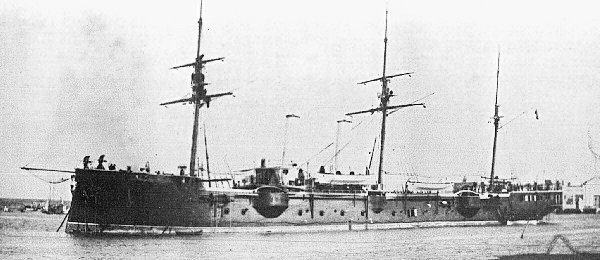
アルフォンソXII級Reina Mercedes

防護巡洋艦
- マルケス・デ・ラ・エネスナーダ（Marqués de la Ensenada） - 1隻

- イスラ・デ・ルソン級 - 3隻

イスラ・デ・ルソン、イスラ・デ・クーバ、マルケス・デ・ラ・エンセンナダ
- レパント（Lepanto） - 1隻

- アルフォンソXIII（Alphonso XIII） - 1隻

- レイナ・レヘンテ級 - 3隻

レイナ・レヘンテ、アルフォンソ4世、レパント
- リオ・デ・ラ・プラータ級 - 2隻

リオ・デ・ラ・プラータ（Río de la Plata）、ヘネラル・リナーレス（General Linares）、
- エストレマドゥーラ級 - 2隻

エストレマドゥーラ、プエルト・リコ（Puerto Rico）、
- ライナ・レキューテ - 1隻

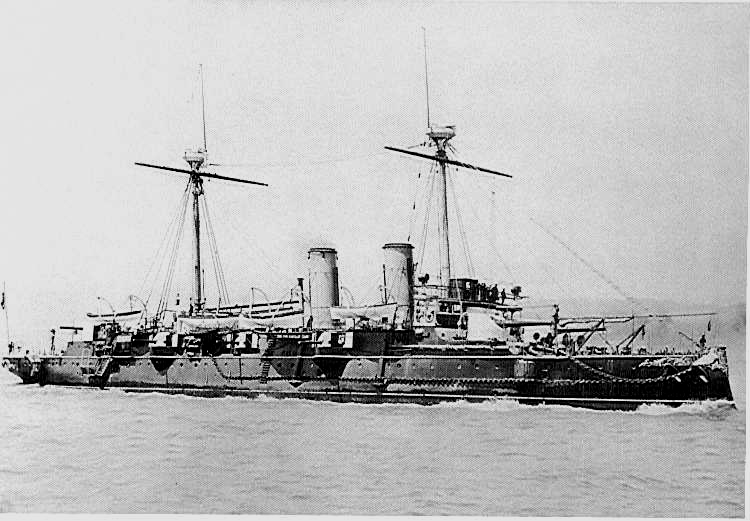
Reina Regente級Reina Regente
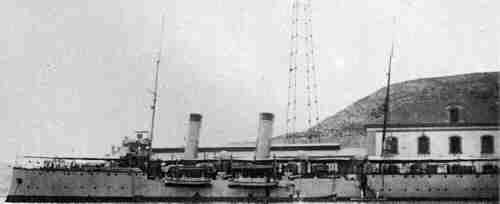
Extremadura級Extremadura

水雷巡洋艦・水雷砲艦
- デストルクトール（Destructor） - 1隻

- テメラリオ級 - 7隻

テメラリオ（Temerario）、ヌエバ・エスパーニャ（Nueva España）、ガリシア（Galicia）、マルケス・デ・モリンス（Marqués de Molina）、マルティン・アロンソ・ピンソン（Martín Alonzo Pinzón）、ラピド（Rápido）、ビセンテ・ヤネス・ピンソン
- フィリピーナス（Filipinas） - 1隻

- ドーニャ・マリーア・デ・モルア級 - 3隻

ドーニャ・マリーア・デ・モルア、マルキュエリ・デ・ラ・ヴィトロ、ドン・アルバロ・デ・バサン
装甲巡洋艦
- クリストーバル・コロン（Cristóbal Colón） - 1隻

- インファンタ・マリア・テレジア級（Infanta María Theresa class）- 3隻

インファンタ・マリア・テレジア（Infanta María Theresa）、ビスカヤ（Vizcaya）、アルミランテ・オケンド（Almirante Oquendo）
- エンペラドール・カルロス5世（Emperador Carlos V） - 1隻

- プリンセサ・デ・アストゥリアス級装甲巡洋艦 - 3隻

プリンセサ・デ・アストゥリアス（Princesa de Asturias）、カルデナル・シスネーロス（Cardenal Cisneros）、カタルーニャ（Cataluña）
重巡洋艦
- カナリアス級 - 2隻

カナリアス（Canarias）、バレアレス（Baleares）
軽巡洋艦
- レイナ・ビクトリア・エウヘニア（Reina Victoria Eugenia）[3] - 1隻

- メンデス・ヌニェス級 - 2隻

メンデス・ヌニェス（Méndez Núñez）、ブラス・デ・レソ（Blas de Lezo）
- プリンシペ・アルフォンソ級 - 3隻

プリンシペ・アルフォンソ（Príncipe Alfonso）、アルミランテ・セルベーラ（Almirante Cervera）、ミゲル・デ・セルバンテス（Miguel de Cervantes）

#### 駆逐艦
WW I以前の駆逐艦
- アンダス級 - 4隻

アンダス、オサド、プロセルピナ、テロー
- ブスタメンテ級 - 3隻

ブスタメンテ、ヴィルラミル、カルダルソ
WW I時の駆逐艦
- アルゼード級 - 3隻

アルセード（Alsedo）、フアン・ラサーガ（Juan Lazaga）、ベラスコ（Velasco）
- チュルカ級駆逐艦 - 14隻 ※ 内2隻、爾に売却

チュルーカ（Churruca）、アルカラ・ガリアーノ（Alcalá Galiano）、レパント（Lepanto）、ホセ・ルイス・ディエス（José Luis Diez）、アルミランテ・フェランディス（Almirante Ferrándiz）、サンチェス・バルカイステギ（Sánchez Barcáiztegui）、アルミランテ・バルデス(Almirante Valdés)、アルミランテ・アンテケーラ(Almirante Antequera)、アルミランテ・ミランダ(Almirante Miranda)、シスカル(Císcar)、エスカーノ(Escano)、グラビーナ(Gravina)、ホルヘ・フアン(Jorge Juan)、ウジョーア(Ulloa)
- ウエスカ級駆逐艦
  - ウエスカ(Huesca)、テルエル(Teruel)

- セウタ級駆逐艦
  - セウタ(Ceuta)、メリージャ(Melilla)

#### フリゲート
- バレアレス級フリゲート

アンダルシーア、アストゥリアス、バレアレス、カタルーニャ、エストレマドゥーラ
- サンタ・マリア級フリゲート

サンタ・マリア(F-81 Santa María)、ビクトリア(F-82 Victoria)、ヌマンシア(F-83 Numancia)、
レイナ・ソフィア(F-84 Reina Sofía)、ナバーラ(F-85 Navarra)、カナリアス(F-86 Canarias)
- アルバロ・デ・バサン級フリゲート - 6隻

F-101 アルバロ・デ・バサン（Álvaro de Bazán）、F-102 アルミランテ・フアン・デ・ボルボン（Almirante Juan de Borbón）、F-103 ブラス・デ・レソ（Blas de Lezo）、F-104 メンデス・ヌーニェス（Méndez Núñez）、F-105 クリストーバル・コロン（Cristóbal Colón)、F-106 フアン・デ・アウストリア（Juan de Austria）
- ボニファス級フリゲート - 建造中[7]

ボニファス（Bonifaz）、ロヘル・デ・ラウリア（Roger de Lauria）、メネンデス・デ・アビレス（Menéndez de Avilés）

#### コルベット
- デスクビエルタ級コルベット - 6隻

F 31 デスクビエルタDescubierta、F 32 ディアーナDiana、F 33 インファンタ・エレーナInfanta Elena、F 34 インファンタ・クリスティーナInfanta Cristina、F 35 カサドーラCazadora、F 36 ベンセドーラVencedora

### 潜水艦

#### 通常動力型潜水艦
WW Iまでの潜水艦
- ペラル - 1隻

- イスサク・ペラル - 1隻

- 『ラウレンティ・フィアト』型 - 3隻

A-1ナルシソ・モンツリオ、A-2コスモ・ガルシア、A-3ラウレンティ・フィアト
- 『ホランド』型 - 6隻

B-1、B-2、B-3、B-4、B-5、B-6
WW IIまでの潜水艦
- 『ホランド』型 - 6隻

C-1、C-2、C-3、C-4、C-5、C-6
- ダフネ級潜水艦 - 4隻

デルフィン、トニーナ、マルソパ、ナルヴァル
- アゴスタ級潜水艦 - 4隻

ガルエマ、シロコ、ミストラル、トラモンターナ

### 機雷戦艦艇

#### 敷設艦艇
機雷敷設艦
- アンテロ - 1隻

#### 掃海艦艇
掃海艇
- セグラ級沿岸機雷掃討艇 - 6隻

M-31 セグラ、M-32 セラ、M-33 タンブレ、M-34 トゥリア、M-35 ドゥエロ、M-36 タホ

### 両用戦艦艇

#### 揚陸艦艇
強襲揚陸艦 （LHD ）
- フアン・カルロス1世

ドック型揚陸艦 （LSD ）
- ガリシア級 - 2隻

ガリシア（Galicia）、カスティージャ（Castilla）
戦車揚陸艦 （LST ）
- 旧・米『ニューポート』級 - 2隻

エルナン・コルテス（Hernán Cortés）、ピサーロ（Pizarro）

### 哨戒艦艇

#### 哨戒・警備艦艇
砲艦
- プロスペリダ（Prosperidad） - 1隻

- マクマオン（Macmahon） - 1隻

- ポンセ・デ・レオン（Ponce de Léon） - 1隻

- フェルナンド・エル・カトリコ級 - 2隻

フェルナンド・エル・カトリコ（Fernando el Católico）、マルケス・デル・ドゥエーロ（Marqués del Duero）、
- バスコ・ヌーニェス・デ・バルボーア級 - 2隻

バスコ・ヌネズ・デ・バルボア（Vasco Núñez de Balboa）、エルナン・コルテス（Hernán Cortés）、
- ヘネラル・コンチャ級 - 4隻

ヘネラル・コンチャ（General Concha）、マガジャーネス（Magallanes）、エル・カノ（El Cano）、ヘネラル・レソ（General Lezo）、
- テメラリオ級 - 2隻

テメラリオ（Temerario）、マルケス・デ・モリンス（Marqués de Molina）、
- ヌエバ・エスパーニャ（Nueva España） - 1隻

- ドーニャ・マリーア・デ・モリーナ級 - 3隻

ドーニャ・マリーア・デ・モリーナ（Doña María de Molina）、マルケス・デ・ラ・ビクトリア（Marqués de la Victoria）、ドン・アルバロ・デ・バサン（Don Álvaro de Bazán）、
- レカルデ級 - 4隻

レカルデ（Recalde）、ラジャ（Laya）、ラウリア（Lauria）、ボニファス（Bonifaz）、
- カルタヘネーラ（Cartagenera） - 1隻 ※ River Gunboat

- アントーニオ・カノバス・デル・カスティージョ級 - 3隻

アントーニオ・カノバス・デル・カスティージョ（Antonio Canovas del Castillo）、ホセ・カナレハス（José Canalejas）、エドゥアルト・ダト（Eduarto Dato）、
水雷艇
- フロール級 - 2隻

フロール（Furor）、テロール（Terror）、
- アウダス級 - 4隻

アウダス（Audaz）、オサード（Osado）、プルトン（Plutón）、プロセルピネ（Proserpine）、
- カストール（Cástor） - 1隻

- ポルクス（Póllux） - 1隻

- リゲル（Rigel） - 1隻

- アセベード級 - 2隻

アセベード（Acevedo）、フリアン・オルドニェス（Julián Ordóñez）、
- レタモーサ（Retamosa） - 1隻

- オリオン（Orión） - 1隻

- バルセソー級 - 2隻

バルセソー（Barcezó）、ブスタメンテ（Bustamante）、
- アバーナ（Habana） - 1隻

- アソール級 - 2隻

アソール（Azor）、アルコン（Halcón）、
- アリーテ級 - 2隻

アリエーテ（Ariete）、ラジョ（Rayo）
- エッヘルシト（Ejército） - 1隻

- ヴィケルスノルマンド型 - 22隻

1、2、3、4、5、6、7、8、9、10、11、12、13、14、15、16、17、18、19、20、21、22
トローラー
- 旧・英『メルセイ』型 - 2隻

アルキラ（Arcila）、エックセン（Xauen）
- 旧・英『城』型 - 5隻

ウアドルキュス（Uad Lucus）、ウアドマルティン（Uad Martín）、ウアドムルア（Uad Muluya）、ウアドラス（Uad Rás）、ウアドタルガ（Uad Targa）
- 旧・仏船 - 3隻

アルカサル（Alcázar）、ララーチェ（Larache）、テトゥアン（Tetuán）
漁業監視船
- デルフィン級 - 3隻

デルフィン（Delfín）、ドラード（Dorado）、ガビオータ（Gaviota）

### 補助艦艇

#### 補給艦艇
補給艦
- パティーニョ（Patiño） - 1隻

給油艦
- マルケス・デ・ラ・エンセナーダ（Marqués de la Ensenada） - 1隻

給炭艦
- コンストラマエストレ・カサード（Contramaestre Casado） - 1隻

給兵艦
- ヌマンシア（Numancia） - 1隻

輸送船・運送船
- アイミランテ・ロボ（Almirante Lobo） - 1隻

#### 支援艦艇
潜水艦救難艦
- カングーロ（Kanguro） - 1隻

#### 練習艦艇
練習艦
- ミネルバ（Minerva）[18] - 1隻

- ガラテーア（Galatea）[19] - 1隻

- フアン・セバスティアン・デ・エルカーノ（Juan Sebastián de Elcano） - 1隻 ※ 帆走練習艦

#### その他
測量艦
- ウラニア（Urania） - 1隻

航洋曳船
- シクロペ（Cíclope）[20] - 1隻

- ガリシア（Galicia）[21] - 1隻

- カルタヘネーロ級 - 3隻

カルタヘネーロ（Cartagenero）、フェロラーノ（Ferrolano）、ガディターノ（Gaditano）
ランチ・艀
- 旧・英艦 - 6隻

M-1、M-2、M-3、M-4、M-5、M-6
- 『H-1』級 - 6隻

H-1、H-2、H-3、H-4、H-5、H-6
王室ヨット
- ヒラルダ（Giralda） - 1隻

## 関連組織所属船艇

### コーストガード

#### 警備救難業務用船艇
漁業監視船
- エスメラルダ級 - 12隻

エスメラルダ（Esmeralda）、イントレピーダ（Intrépida）、プロンタ（Pronta）、リエブレ（Liebre）、サンタ・マリーア（Santa María）、セルピエンテ（Serpiente）、クエルボ（Cuervo）、セディーダ（Cedida）、ラディアンテ（Radiante）、フレンシェ（Flecha）、ゲゼラ（Garza）、ペーズ（Pez）